# Лейси, Наташа
Наташа Лейси (англ. Natasha Lacy; род. 8 июля 1985 года, Эль-Пасо, штат Техас) — американская профессиональная баскетболистка, выступала в женской национальной баскетбольной ассоциации. Была выбрана на драфте ВНБА 2008 года во втором раунде под общим двадцать восьмым номером клубом «Детройт Шок». Играет на позиции атакующего защитника. В настоящее время пребывает в статусе свободного агента.

## Ранние годы
Наташа родилась 8 июля 1985 года в городе Эль-Пасо (штат Техас) в семье Остина и Паулины Лейси, у неё есть два брата, Маркус и Остин, и сестра, Кеота, а училась там же в средней школе Монтвуд, в которой выступала за местную баскетбольную команду.